# Hokurikudō
Hokurikudō (北陸道, Hokurikudō) foi uma antiga região geográfica do Japão situada na parte noroeste de Honshū, seu nome literalmente significa 'Caminho da Terra do Norte'. Também se refere a uma série de estradas que cortavam as capitais (国府 kokufu) das províncias da região.

Hokurikudō

Quando o sistema Gokishichidō foi inicialmente estabelecido após a Reforma Taika, consistia de apenas duas províncias: Wakasa e Koshi. Durante o reinado do Imperador Tenmu, Koshi foi dividida em três províncias: Echizen, Etchū e Echigo, e a Ilha de Sado foi adicionada como a quinta província, Sado. Mais tarde, Noto e Kaga foram separadas de Echizen para formar sete províncias no total.